# Кристенсен, Эрика
Эрика Джейн Кристенсен (англ. Erika Jane Christensen, род. 19 августа 1982) — американская актриса. Её прорывом стала роль в фильме Стивена Содерберга «Траффик» (2000), после чего она сыграла главные роли в фильмах «Фанатка» и «Высший балл» (2004). Также у неё были роли в фильмах «Сестрички-зажигалки» (2002), «Видимость гнева» (2005) и «Иллюзия полёта» (2005). В 2006 году Кристенсен переместилась на телевидение, с главной ролью в недолго просуществовавшем сериале ABC «Шестеро», прежде чем провести шесть сезонов играя Джулию Брэйверман-Грэм в семейной драме NBC «Родители» (2010—2015).

## Биография
Кристенсен родилась в Сиэтле в семье Стива Кристенсена (страхового работника) и Кэти Кристенсен (управляющей на строительстве). Кристенсен является саентологом. Её родители стали саентологами, когда им было немногим более 20-ти лет, и они с детства воспитывали Эрику по саентологическим понятиям, дав ей домашнее образование.
Кристенсен начала свою карьеру на телевидении, появляясь в эпизодах сериалов «Практика», «Фрейзер» и «Прикосновение ангела», прежде чем получить роль в фильме 2000 года «Траффик», которая принесла ей MTV Movie Award за лучший прорыв года. Последующие несколько лет она снялась в ряде кинофильмов, включая главную роль в триллере «Фанатка» (2002), а также второстепенные в «Сестрички-зажигалки» (2002), «Видимость гнева» (2005) и «Иллюзия полёта» (2005). Также она снялась в нескольких независимых фильмах. В 2006 году она взяла на себя ведущую роль в сериале ABC «Шестеро», который был закрыт после одного сезона. Затем она была приглашенной звездой в «Закон и порядок: Специальный корпус» и «Обмани меня».
С 2010 по 2015 год Кристенсен играла младшую дочь Бонни Беделии и Крэйга Т. Нельсона в семейной драме NBC «Родители». В 2015 году она взяла на себя ведущую роль медсестры, ставшей серийной убийцей, в провальном сериале ABC «Злой город». Также в 2015 году Кристенсен снялась с Керри Вашингтон в фильме HBO «Подтверждение».
С 5 сентября 2015 года Кристенсен замужем за велосипедистом Коулом Манессом, с которым она встречалась 3 года до их свадьбы. У супругов есть две дочери — Шейн Манесс (род. 21.06.2016) и Полли Манесс (род. 10.08.2018).

## Фильмография

### Кино
| Год  | Название на русском     | Название на английском  | Роль               | Примечания |
| ---- | ----------------------- | ----------------------- | ------------------ | --- |
| 1997 | Проделки Бивера         | Leave It to Beaver      | Karen              | |
| 2000 | Траффик                 | Traffic                 | Caroline Wakefield | MTV Movie Award за лучший прорыв года Премия Гильдии киноактёров США за лучший актёрский состав в игровом кино Премия «Молодой Голливуд» за лучший прорыв года Номинация — Teen Choice Award за лучший прорыв года |
| 2002 | Когда смолкли выстрелы  | Home Room               | Deanna Cartwright  | |
| 2002 | Фанатка                 | Swimfan                 | Madison Bell       | |
| 2002 | Сестрички-зажигалки     | The Banger Sisters      | Hannah Kingsley    | |
| 2004 | Высший балл             | The Perfect Score       | Anna Ross          | |
| 2004 | Верхом на пуле          | Riding the Bullet       | Jessica Hadley     | |
| 2005 | Видимость гнева         | The Upside of Anger     | Andy Wolfmeyer     | |
| 2005 | Сёстры                  | The Sisters             | Irene Prior        | |
| 2005 | Иллюзия полёта          | Flightplan              | Fiona              | |
| 2007 | Садовник Эдема          | Gardener of Eden        | Mona Huxley        | |
| 2007 | Как ограбить банк       | How to Rob a Bank       | Jessica            | |
| 2008 | Пронзенный              | Struck                  | Bus Stop Girl      | Короткометражный фильм |
| 2009 | Милосердие              | Mercy                   | Robin              | |
| 2009 | Вероника решает умереть | Veronika Decides to Die | Claire             | |
| 2010 | Мелон                   | Melon                   | Catherine          | Короткометражный фильм |
| 2010 | Измученный              | The Tortured            | Elise Landry       | |
| 2013 | Как сладко!             | How Sweet It Is         | Sarah Cosmo        | |
| 2022 | Кими                    | KIMI                    | Саманта Геррити    | |
| 2022 | Оптом дешевле           | Cheaper by the Dozen    | Кейт               | |

### Телевидение
| Год     | Название на русском                 | Название на английском            | Роль                        | Примечания |
| ------- | ----------------------------------- | --------------------------------- | --------------------------- | --- |
| 1997    | Ничего святого                      | Nothing Sacred                    | Romy Carrol                 | Эпизод: «House of Rage»                                                                                          |
| 1998    | Практика                            | The Practice                      | Melissa                     | Эпизод: «The Pursuit of Dignity»                                                                                 |
| 1998    | Фрейзер                             | Frasier                           | Teenager                    | Эпизод: «Frasier’s Curse»                                                                                        |
| 1998    | Третья планета от Солнца            | 3rd Rock from the Sun             | Brianna                     | Эпизод: «Collect Call for Dick»                                                                                  |
| 1999    |                                     | Can of Worms                      | Katelyn Sands               | Телевизионный фильм                                                                                              |
| 1999    |                                     | Thanks                            | Abigail Winthrop            | Регулярная роль, 6 эпизодов                                                                                      |
| 1999    | Прикосновение ангела                | Touched by an Angel               | Ivy                         | Эпизод: «Voice of an Angel»                                                                                      |
| 2000    | Время твоей жизни                   | Time of Your Life                 | Flynn Halloway              | Эпизод: «The Time She Turned 21»                                                                                 |
| 2000    |                                     | Movie Stars                       | Tawny                       | Эпизод: «La Vida Loca»                                                                                           |
| 2000    | Притворщик                          | The Pretender                     | Leigh Wright                | Эпизод: «Corn Man»                                                                                               |
| 2000    |                                     | FreakyLinks                       | Cassie                      | Эпизод: «Subject: Coelacanth This!»                                                                              |
| 2001    | Шоу Джины Дэвис                     | The Geena Davis Show              | Isabel                      | 3 эпизода |
| 2001    | Шоу 70-х                            | That '70s Show                    | Stacey                      | Эпизод: «Red and Stacey»                                                                                         |
| 2003    | Грозовой перевал                    | Wuthering Heights                 | Cate Earnshaw               | Телевизионный фильм                                                                                              |
| 2006-07 | Шестеро                             | Six Degrees                       | Mary Alice «Mae» Edwards    | Регулярная роль, 13 эпизодов                                                                                     |
| 2008    | Закон и порядок: Специальный корпус | Law & Order: Special Victims Unit | Special Agent Lauren Cooper | Эпизод: «Signature»                                                                                              |
| 2009    | Обмани меня                         | Lie to Me                         | Various characters          | Эпизод: «The Core of It»                                                                                         |
| 2009    | Милосердие                          | Mercy                             | Dana Harper McPhearson      | Эпизод: «Destiny, Meet My Daughter, Veronica»                                                                    |
| 2010-15 | Родители                            | Parenthood                        | Julia Braverman-Graham      | Регулярная роль, 102 эпизода Премия «Грейси» за лучшую женскую роль второго плана в драматическом сериале (2014) |
| 2014    |                                     | My Boyfriends' Dogs               | Bailey Daley                | Телевизионный фильм                                                                                              |
| 2015    | Злой город                          | Wicked City                       | Betty Beaumont              | Регулярная роль, 8 эпизодов                                                                                      |
| 2016    | Слушание                            | Confirmation                      | Ширли Вайганд               | Телевизионный фильм                                                                                              |
| 2017    | Десять дней в долине                | Ten Days in the Valley            | Али Петрович                | 10 эпизодов |
| 2023    | Уилл Трент                          | Will Trent                        | Энджи Поласки               | Регулярная роль                                                                                                  |